# Château de Sourches
Le château de Sourches est un château français de style néoclassique situé dans la commune de Saint-Symphorien à proximité du Mans dans le département de la Sarthe et la région des Pays de la Loire. 
Il a été construit entre 1763 et 1786 par l'architecte du Roi Gabriel de Lestrade avec l'aide de l'architecte manceau Jean-François Pradrel, pour Louis II du Bouchet de Sourches, marquis de Sourches, comte de Montsoreau, Grand prévôt de France, prévôt de l'hôtel du Roi. 
Après avoir appartenu à la marquise de Tourzel, belle fille du marquis de Sourches, gouvernante des enfants de France à partir de juillet 1789, qui prit part à la fuite à Varennes et fut incarcérée, en août 1792, à la Tour du Temple avec la famille royale sous la Révolution française, le château est passé par héritage à la maison de Pérusse des Cars en 1845.

## Histoire

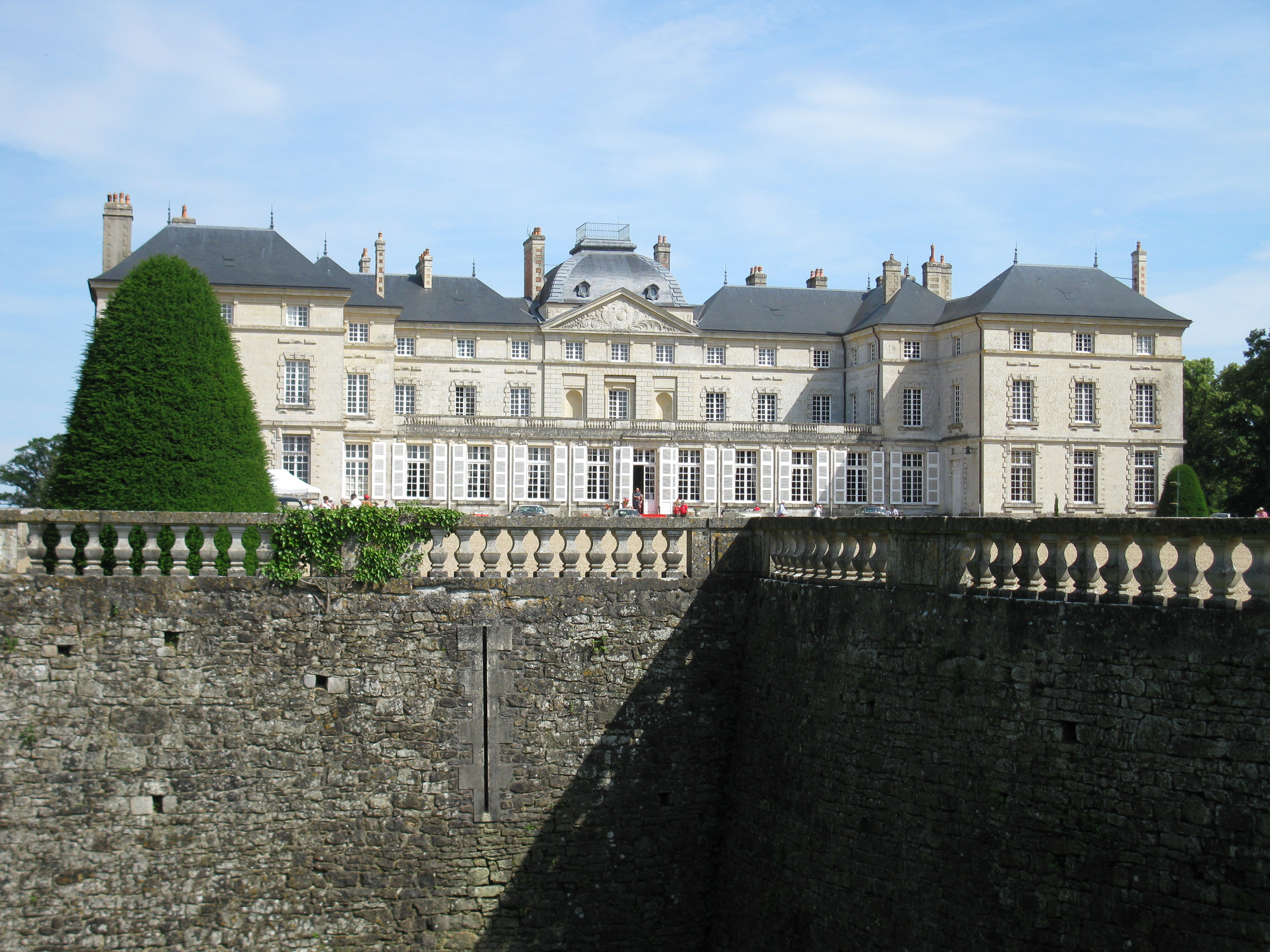
Château de Sourches, vue avant.

Pour construire son nouveau château à Saint-Symphorien, sur l'emplacement d'un château plus ancien, dans un lieu occupé sans doute depuis l'époque gallo-romaine, Louis II du Bouchet de Sourches (1711-1788), Grand prévôt de France, fait appel à partir de 1756 à l'architecte Gabriel de Lestrade (†1770), collaborateur d'Ange-Jacques Gabriel, Premier architecte du Roi, qui avait déjà travaillé pour la famille du Bouchet de Sourches au château du Jonchet près du village de Romilly-sur-Aigre (Eure-et-Loir).
La construction est réalisée sous l'inspection d'un excellent architecte du Mans, Jean-François Pradrel, seul mentionné dans le devis de 1761 si bien qu'il a parfois été désigné comme le concepteur alors qu'il n'était que l'architecte d'exécution. 
Après la mort du marquis de Sourches, le château passe à la veuve de son fils aîné, la marquise, future duchesse de Tourzel (1749-1832), gouvernante des enfants de France. Celle-ci avait vécu entre Paris et le château de Sourches après son mariage en 1764 et jusqu'à la Révolution française, mais ensuite, elle résidait ordinairement dans son château d'Abondant.
Après l'extinction de la branche de Tourzel en 1845, le château passe aux Pérusse des Cars. 
Pendant la Seconde Guerre mondiale, en 1940-1945, les vastes caves voûtées du château, réquisitionné par l'État français, servent à mettre à l'abri les grands tableaux du musée du Louvre, certains meubles du château de Versailles, la tapisserie de Bayeux et plusieurs importantes collections privées appartenant à des familles juives (David-Weill, etc.).
En 1956, Louis Charles Marie de Pérusse des Cars (1909-1961), 6e duc des Cars, met le domaine à la disposition de la société Sanders dont il est le président-directeur général pour en faire un centre de recherches en nutrition animale. Dès 1957, le centre présente une station laitière de 50 vaches normandes. En 1960, la surface de cette station de recherches passe de 140 à 200 hectares. La configuration actuelle qui comporte 5 stations pour 5 espèces animales différentes, est atteinte dès 1965. Entre-temps, le duc des Cars est décédé accidentellement en 1961. En 1998, lors du rachat du groupe Louis Sanders par le groupe André Glon, la station de recherches de Sourches devient la propriété du nouveau groupe Glon Sanders qui devient en 2003, le groupe Glon. 
Le château et le parc classés sont demeurés intacts et occupés par la famille des Cars jusqu'en 1985 (voir Guy des Cars).
Dans les années 1980, le château fait partie des neuf domaines acquis par la société japonaise Nippon Sangyoo Kabushiki Kaisha, en même temps que Louveciennes, Rosny-sur-Seine, Millemont, etc. 
Cette société fit scandale en laissant ces demeures à l'abandon et, dans certains cas, en les dépouillant de leur mobilier et de leurs décors historiques.
Achetés en 2001 par la famille de Foucaud, le château et son parc ont été immédiatement ouverts au public, et d'importants travaux de restauration y ont été entrepris avec l'aide de l'État, de la Région et du Département. 
De nombreuses manifestations culturelles et sportives y sont organisées en permanence, fête de la chasse, le premier dimanche de juillet, comices agricoles, théâtre, cinéma, concert, conférences.
Un Conservatoire de la Pivoine a été aménagé aux abords du château et ouvert au public depuis 2015,.

## Architecture

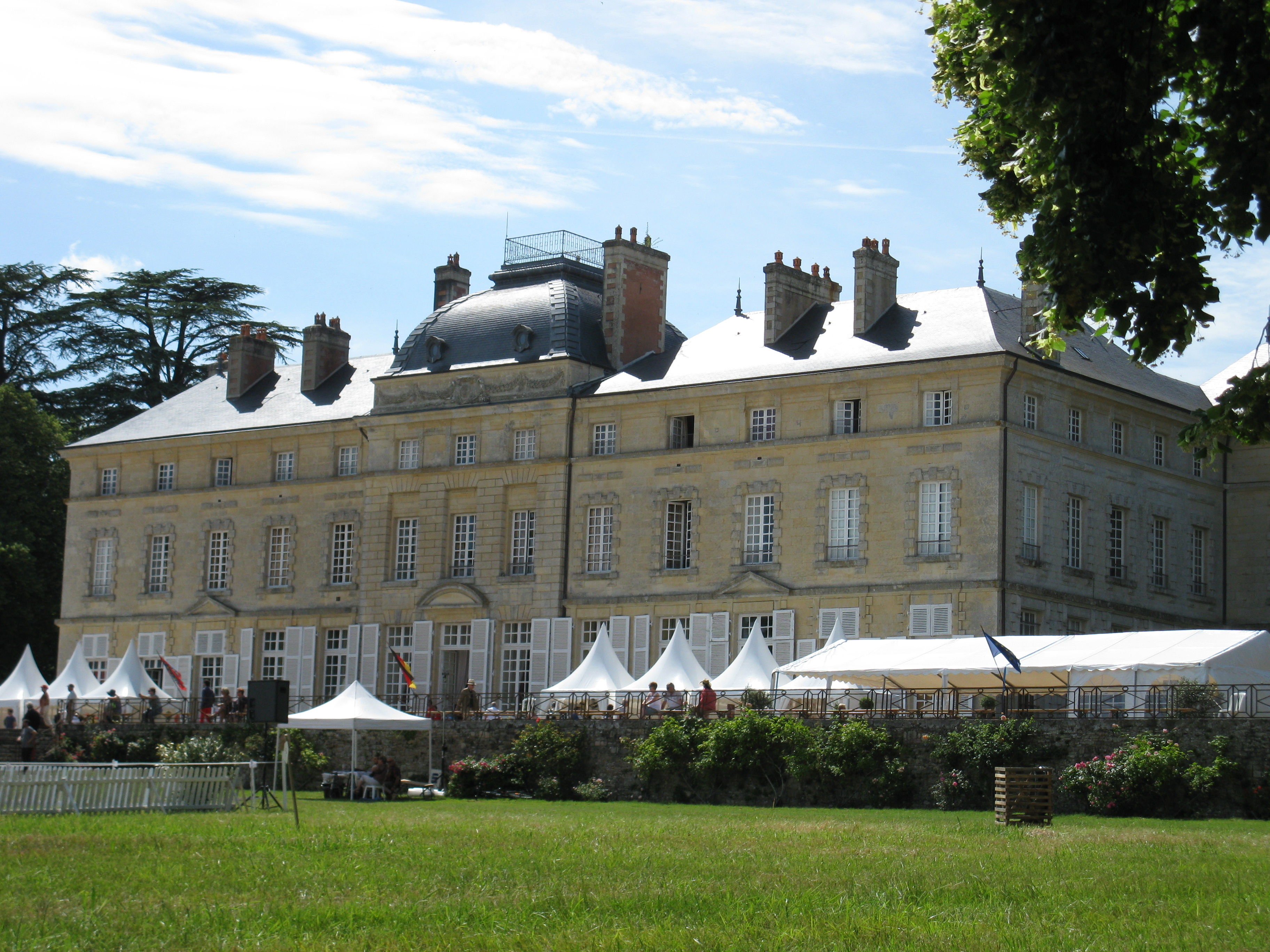
Château de Sourches, 2019.

Le château est élevé sur une éminence, au centre de la grande perspective du parc dessiné par Jules Hardouin-Mansart sous Louis XIV, et précédé d'une vaste cour d'honneur entourée de douves sèches, au centre de laquelle se trouvait le château construit à la fin du XVe siècle et démoli à partir de 1760.
La façade sur le jardin est sobre et harmonieuse, le corps central coiffé d'un dôme carré, les deux ailes couvertes de bâtières, selon une composition qu'on retrouve au château du Marais, construit dix ans plus tard par Jean-Benoît-Vincent Barré. 
Au premier étage, l'encadrement des fenêtres admet des bossages et des pointes-de-diamant. 
Du côté de la cour d'honneur, on remarque le corps de portique qui permit à l'architecte Gabriel de Lestrade de traiter les pièces de réception du rez-de-chaussée en plan double, alors que les deux étages sont traités en plan simple. Ayant fait l'objet des premiers travaux de construction du château, ce corps de portique d'origine est unique en France. Celui du château de Ménars, construit par Jacques-Germain Soufflot, à la même époque, est une addition postérieure faite à un bâtiment du XVIIe siècle. 
« On a noté des analogies entre la voûte plate de la chapelle de Sourches et les voûtes de l'abbaye de la Couture, au Mans, qui furent appareillées par Pradrel à la même époque. »
On remarque également dans la chapelle une corniche architravée.
Un petit menhir du néolithique se remarque à gauche de la grille d'entrée sud, à la lisière d'un pré.

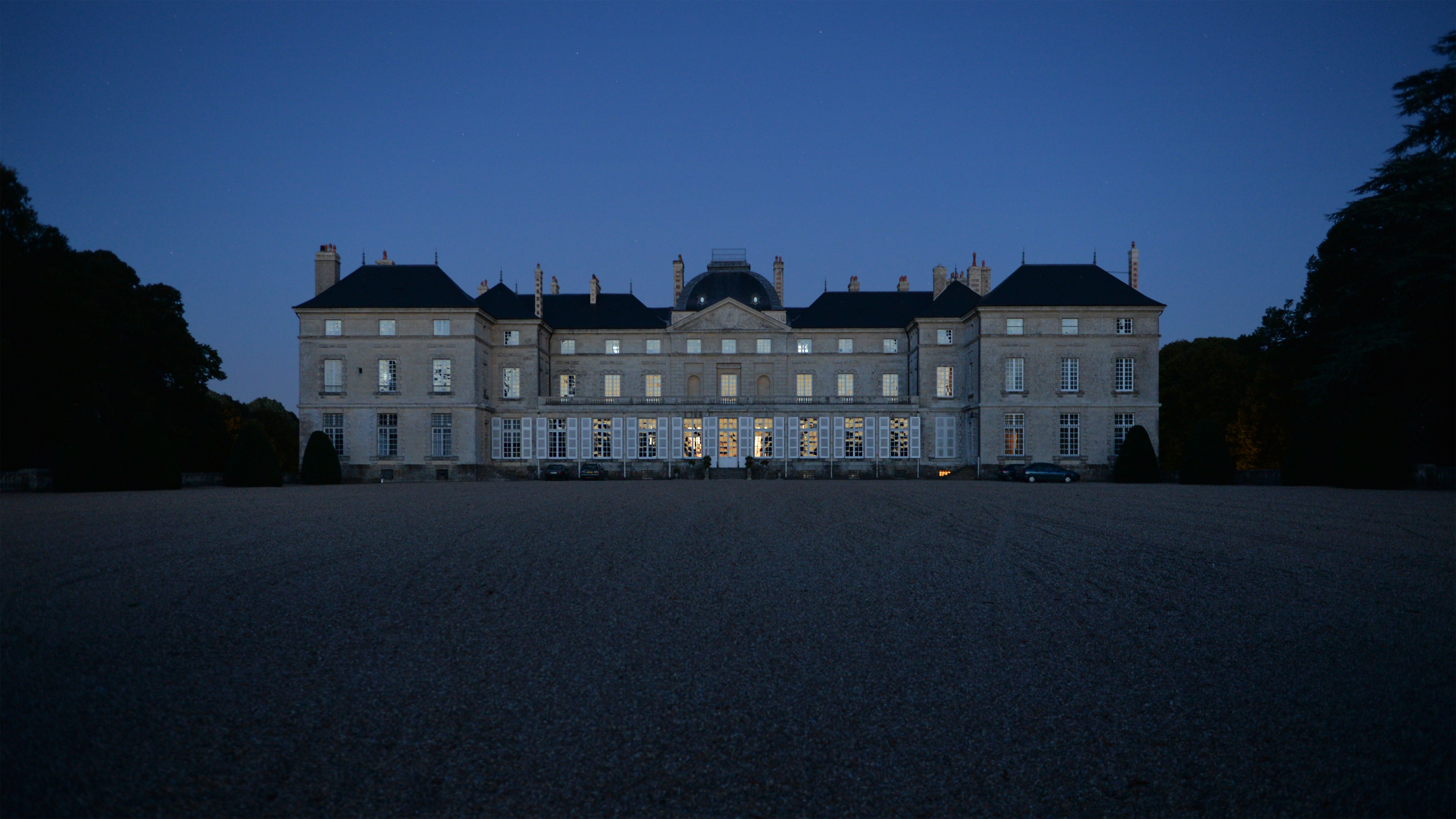
Le château de nuit.

## Protections
- Les façades et toitures du château, la cour d'honneur, les douves et la chapelle sont classés parmi les monuments historiques depuis un arrêté du 11 avril 1947.
- Les intérieurs du château, la grande terrasse, avec le passage voûté reliant la terrasse au sous-sol du château et le bâtiment des remises-écuries sont inscrits depuis le 30 septembre 2022[10].
- Le parc et les perspectives du château sont classés au titre des sites depuis un arrêté du 10 avril 1946.

## Lieu de tournages
Fin 2013, le château a accueilli le tournage du film Francofonia[réf. nécessaire] réalisé par le cinéaste russe Alexandre Sokourov. Le film traite des œuvres du Louvre sous l'Occupation et est sorti dans les salles en novembre 2015. 
En août et septembre 2017, le cinéaste Emmanuel Mouret y tourne Mademoiselle de Joncquières, son neuvième film sorti en salles en septembre 2018, avec Cécile de France, Édouard Baer et Alice Isaaz. Il s'agit d'une adaptation du récit de Mme de La Pommeraye de Denis Diderot inclus dans son roman Jacques le Fataliste et son maître.